# Heinrich von Dörnberg
Heinrich Friedrich August Karl Freiherr von Dörnberg (* 8. Februar 1831 in Siegen; † 8. Januar 1905 in Dresden) war ein deutscher Historienmaler der Düsseldorfer Schule.

## Leben
Heinrich war ein Sohn des Oberforstmeisters Karl von Dörnberg (1796–1873) und dessen Ehefrau Emma, geborene von Rohr (1802–1877). Seine Brüder Hermann und Ferdinand schlugen eine Militärkarriere in der Preußischen Armee ein und brachten es zum Generalleutnant, Albert wurde preußischer Beamter und Mitglied des Abgeordnetenhauses und Julius war Landrat des Landkreises Kassel.
Dörnberg schrieb sich im Jahr 1849 als Student an der Kunstakademie Düsseldorf ein. Bis 1855 unterrichteten ihn Wilhelm von Schadow (1. Malklasse), Karl Ferdinand Sohn (Vorbereitungsklasse, 2. Malklasse) und Karl Josef Ignatz Mosler (Kunstgeschichte). Während des Studiums freundete sich Dörnberg mit dem angehenden Historienmaler Otto Knille an. Als dieser nach einem Studium in Paris bei Thomas Couture seit 1854 in München weilte, um sich unter Karl von Piloty zu vervollkommnen, lebte Dörnberg zeitweise mit Knille in dessen Gartenwohnung an der Schwanthaler Straße 49 in der Ludwigsvorstadt. Im Mai 1857 begegnete er dort dem Dichter Hermann Allmers, zu dessen engen Künstlerfreunden er sich fortan zählte.
Dörnberg lebte eine Zeit lang als Schüler von Julius Schrader in Berlin, wo er seit 1860 an akademischen Kunstausstellungen teilnahm. Am 24. April 1873 heiratete er dort Antonie Walter (1849–1874), die bereits am 24. März 1874 in Dresden verstarb, wenige Tage nach der Geburt des Sohnes Julius Anton Alexander (1874–1945). 1877 hielt sich Dörnberg in Rom auf. Am 2. Februar 1887 heiratete er in Bochum seine zweite Ehefrau, Wanda Kubale (1833–1908). Diese Ehe blieb kinderlos. Das Paar lebte zuletzt in der Leubnitzer Straße 3 der Dresdner Südvorstadt, in einer Villa des Schweizer Viertels.
Dörnberg war Mitglied des Düsseldorfer Künstlervereins „Malkasten“.

## Werke (Auswahl)
Im Allmers-Haus des Dichters Hermann Allmers in Rechtenfleth schuf Dörnberg zusammen mit seinem Freund Knille 1864 im heute „Marschensaal“ genannten Raum Wandgemälde zur Geschichte der Marschen (Die Landung der Römer in den Marschen, Die Einführung des Christentums durch den Bischof Wilhardus von Bremen, Die Schlacht bei Altenesch und Die Sturmflut). Dazu illustrierte Dörnberg zwischen 1864 und 1874 in einem Bilderfries aus Grisaillen Allmers’ Gedichtzyklus Historische Marschenbilder. Für die evangelisch-lutherische Kirche Maria am Wasser in Dresden-Hosterwitz malte Dörnberg die heute nicht mehr erhaltene Darstellung eines auferstandenen Jesus.